# 북잉글랜드

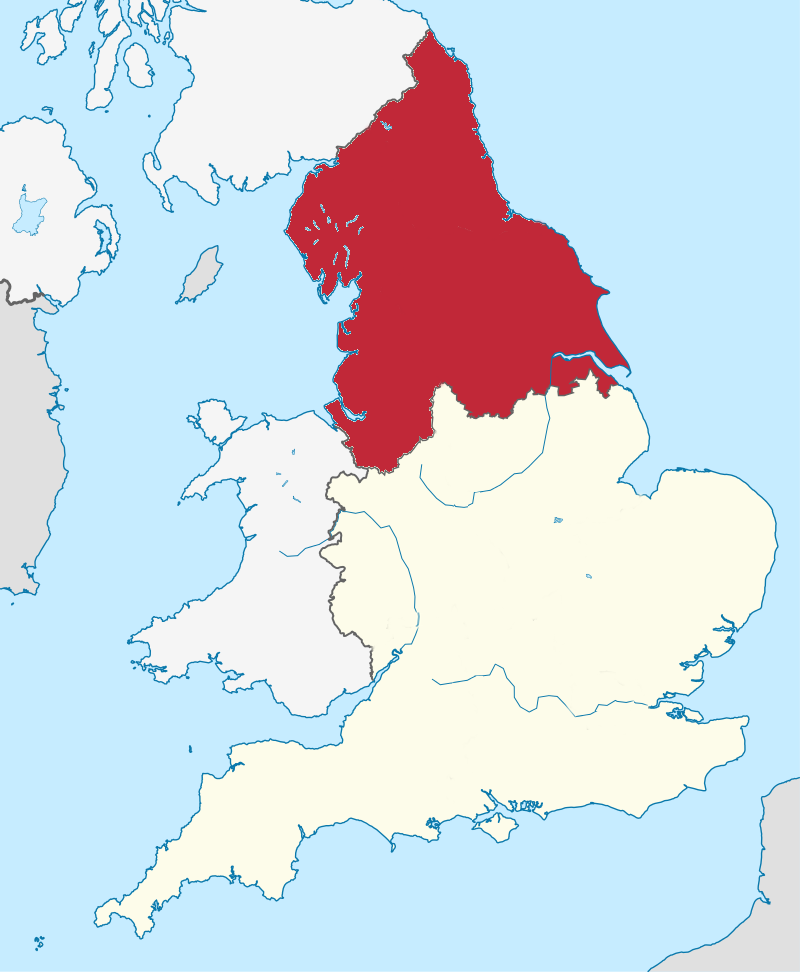
북잉글랜드의 위치

북잉글랜드(영어: Northern England 노던잉글랜드[*])는 잉글랜드 북부에 위치한 지역으로 면적은 37,331km2, 인구는 14,933,000명(2011년 기준)이다.
미들랜즈, 남잉글랜드와 함께 잉글랜드를 구성하는 3개의 지방 가운데 하나이며, 노스이스트잉글랜드, 노스웨스트잉글랜드, 요크셔험버 3개 지역에 걸쳐 있다. 주요 도시로는 브래드퍼드, 킹스턴어폰헐, 리즈, 리버풀, 맨체스터, 미들즈브러, 뉴캐슬어폰타인, 셰필드, 워링턴, 요크가 있다.
북잉글랜드는 미들랜즈, 남잉글랜드와는 문화적·경제적으로 뚜렷한 차이를 보이는 지방이다. 북으로는 스코틀랜드와 접해 있으며, 서쪽으론 웨일스와, 동쪽으로는 북해 연안과 접한다. 남쪽으로는 물론 미들랜즈와 접하지만, 문화적으로는 그 경계가 어디까지인지 사람마다 인식하는 범위가 다르다. 미들랜즈 내에서도 북잉글랜드, 남잉글랜드와의 인접 여부에 따라 둘로 나뉠 수 있기 때문이다.
고대 잉글랜드의 여러 왕국 중 노섬브리아 왕국의 영역에 해당되는 지역으로, 이는 머시아 왕국의 영토가 지금의 미들랜즈에 해당되는 것과 유사하다. 수 세기에 걸친 이주와 침입, 노동 문화는 북잉글랜드의 문화를 뒤바꾸었으며, 오늘날 북잉글랜드 고유의 억양과 방언, 음악과 예술, 향토요리를 탄생시켰다. 18세기 들어 산업 혁명의 선봉에 선 지역으로서 경제적 성장을 이루었지만, 그 이면에는 노동조합 설립부터 맨체스터 자유주의에 이르기까지, 사회적 격변을 동반한 정치 지형의 변화가 각 도시마다 수 차례 벌어졌던 고장이기도 하다. 19세기 말에서 20세기 초까지 직물, 조선업, 철강업, 광업 등의 중공업이 지역 경제를 지배해 왔다. 
20세기 후반에 접어들면서 북잉글랜드는 산업 쇠퇴를 맞이하여, 남잉글랜드보다 더 큰 경제위기로 이어지고 말았다. 그 후로 진행된 도시 재개발 계획과 서비스 경제로의 전환 과정으로 북잉글랜드는 대단한 경제회복을 이룰 수 있었지만, 남잉글랜드와는 아직도 비교하기 힘든 수준으로, 잉글랜드 내에서의 경제적, 문화적 환경에 있어 남북 격차가 여전히 남아 있는 상황이다.

## 같이 보기
- 콘월주
- 이스트앵글리아
- 그레이터런던
- 홈 카운티스
- 남잉글랜드
- 웨일스 변경
- 웨스트컨트리